# في النهاية يأتي الموت
في النهاية يأتي الموت (بالإنجليزية: Death Comes as the End)‏ هي رواية غموض تاريخية ألفتها أغاثا كريستي، ونشرتها شركة دود وميد في الولايات المتحدة الأمريكية في شهر أكتوبر من عام 1944، ونشرها نادي كولينز للجرائم في المملكة المتحدة في شهر مارس من العام التالي. بيع الإصدار الأمريكي مقابل دولارين أمريكيين، بينما بيع الكتاب في المملكة المتحدة مقابل 7 شلنات و6 بنسات.
تعد هذه أول رواية من روايات أغاثا كريستي التي لا تدور أحداثها في القرن العشرين، وتحوي شخصيات غير أوروبية؛ خلافًا لعادة كريستي. تجري أحداث الرواية في طيبة المصرية في عام 2000 قبل الميلاد، وقد حظيت كريستي بالتقدير لاختيارها إياها خلفية للأحداث في أثناء عملها مع زوجها عالم الآثار، السير ماكس ماولوان، في الشرق الأوسط. تمتاز الرواية بعدد الوفيات الهائل فيها، وبالإمكان مقارنتها من هذه الناحية مع رواية ثم لم يبق أحد. تعد هذه الرواية أيضًا أول رواية كاملة تجمع بين الخيال التاريخي والأدب البوليسي والجريمة، وهو نمط أدبي أصبح يُسمى لاحقًا بالجريمة التاريخية.
اقترح ستيفن غلانفيل، وهو عالم آثار مصرية وصديق للعائلة، جعْل خلفية الأحداث في مصر القديمة. ساعد كريستي أيضًا بتفاصيل الحياة اليومية لسكان مصر القديمة منذ 4000 سنة. بالإضافة إلى ما سبق، اقترح ستيفن على كريستي تغيير نهاية الكتاب، وفعلًا، غيّرت كريستي النهاية لكنها اعترفت لاحقًا بأنها نادمة على ذلك، إذ شعرت أن النهاية غير المنشورة هي النهاية الأفضل للرواية. ترتكز الرواية على رسائل حقيقية ترجمها عالم الآثار المصرية باتيسكومب غن، وتعود إلى فترة المملكة المصرية الوسطى. كتب تلك الرسائل رجل يُدعى حيكاناخت إلى عائلته، يشكو فيها سلوكهم تجاه عشيقته وطريقة معاملتهم لها.
تُعد هذه الرواية واحدة من خمس روايات لكريستي لم يُقتبس عنها أي عمل آخر، والروايات الأربع الأخرى التي تتشارك بهذه الميزة هي: وجهة مجهولة، ولقاء في بغداد، ومسافر إلى فرانكفورت، وبوابة المصير.
أعلنت قناة بي بي سي عن اقتباس لهذه الرواية سيظهر إلى العلن قبل عام 2020.
استخدمت كريستي موضوعًا لتسمية شخصيات الروايات، مثلما فعلت في الكثير من رواياتها. في هذه المرة، اختارت كريستي التقويم المصري الملائم لمواسم الزراعة.

## تمهيد القصة
تنقلب حال عائلة مصرية عند عودة الوالد، إمحوتب، من الشمال برفقة عشيقته الجديدة، نوفريت، والتي بدأت بإثارة سخط أفراد العائلة. عندما تبدأ حالات الموت، تخشى الشخصيات من وقوع لعنة على المنزل، لكن يبقى السؤال: هل القاتل قريب منه؟

## ملخص الحبكة
كُتبت الرواية بشكل أساسي من منظور رينيسينب، وهي أرملة شابة تحاول إعادة التواصل مع عائلتها عندما تعلم أن والدها إمحوتب، وهو كاهن تحنيط ناجح لكنه مغرور وضعيف البصيرة، جلب معه «زوجةً»، نوفريت، إلى البيت. تشرع نوفريت بإزعاج أولاد إمحوتب، ياحموس وسوبك وإبي، ومعاداتهم بالإضافة إلى زوجاتهم طبعًا. تدرك رينيسينب أن مدبرة المنزل حينيت، التي تتصنّع الإخلاص والبر، مليئة بالحقد. تواجه رينيسينب حينيت في النهاية، وتعترف الأخيرة في أثناء نوبة غضب أنها تكره رينيسينب وتكره والدتها المتوفية منذ زمن طويل.
بعد مغادرة إمحوتب، تحاول ساتيبي وكايت، زوجتا الولدين البكرين، التنمر على نوفريت باستخدام الحيل، لكن خطتهما تبوء بالفشل، وتنقلب الطاولة عليهما عندما تلجأ نوفريت إلى إمحوتب، فيهدد الأخير الزوجتين بنفي ولديه وعائلاتهما عند عودته، وبذلك كان لدى الجميع دافع لقتل نوفريت التي وُجدت ميتة أسفل منحدر. مع أنها حادثة غير مرجحة الوقوع، لكن لم يعترف أي أحد بارتكاب جريمة قتل.

## نبذة عن الكاتبة
أجاثا كريستي تعتبر اعظم مؤلفه في التاريخ من حيث إنشاء كتبها وعدد ما بيع منها من نسخ، وهي بلا جدال أشهر من كتب قصص الجريمة في القرن العشرين وفي سائر العصور. وقد ترجمت رواياتها إلى معظم اللغات الحية، وقارب عدد ما طبع منها ألفي مليون نسخة !

## في النهاية يأتي الموت
وتوجد في بعض الأسواق باسم (نهاية المطاف) إنها مصر قبل أربعة آلاف عام... حيث الموت يعطي المعنى.
تعود رينيسنب إلى بيت أبيها على ضفاف النيل بعد وفاة زوجها، ولكن... تحت السطح الهادئ لتلك الحياة الأسرية الموسرة يكمن الجشع وتمتلئ النفوس بالطمع والكراهية.
ومع وصُول جارية الأب الجديدة المتكبرة، نوفريت، تتفجر مشاعر الأسرة حقداً ويبدأ القتل...
كان هناك ثلاث إخوة يعيشون في بيت أبيهم أمحوتب بعد وفاة والدتهم وقد عاد الأب من رحلة طويلة بعد زواجه من امرأة أخرى تدعى نوفريت وقد كانت هذه الزوجة حريصة على الإفساد بين العائلة وإيقاع المشاكل، وقد طلب إليها زوجها أن تكتب إليه قبل سفره وتخبره عن أي معاملة غير لطيفة تصدر من قبل أبنائه .
لقد لاقت هذه المرأة معاملة غير لطيفة من الأبناء وقد كانت فرحة لذلك أشد الفرح حتى تكتب لزوجها ما يجري .
في ذات يوم وجدوا جثة نوفريت وعلى وجهها علامات الرعب فاعتقدوا بأنها أرادت الانتحار وقد أصبحت زوجة يحموز قلقة من بعد وفاتها وأصبح زوجها أكثر تسلطا بعد أن كان ضعيف الشخصية .
كان يحموز وزوجته يتنزهان عند التلة فنظرت إليه زوجته خلفها فأحست بالرعب ولم تستطع تمالك نفسها فسقطت من حافة التلة وماتت وهي تقول : نوفريت
بعدها بأيام كان يحمز مع أخيه يشربان النبيذ وقد كان النبيذ مسموما فمرض يحموز ومات أخوه
و قد رأى راعي الغنم بمزرعتهم امراة وضعت السم بالنبيذ على ما يزعم وأتوا به للتحقيق معه فلم يصدقه أغلبهم لأنه معتوه وغير مكتمل العقل
بعدها بأيام وجد الأخ الأصغر مقتولا في بركة مغموسا في الماء كأنه خنق
وفي يوم من الأيام طلبت الخادمة من الشقيقة الكبرى الحضور عند المقبرة لأن حوري يريدها فذهبت وسمعت صوتا خلفها فالتفت وراءها فوجدت أخاها يحموز يحاول التهامها كحيوان فشعرت بشدة الخوف فأتى حوري لإنقذها وقتل يحموز وعرف أن يحموز هو من وراء كل هذه الجرائم وتزوجت هذه الفتاة بحوري .